# Quản lý chuỗi cung cấp
Quản lý chuỗi cung ứng (tiếng Anh: Supply Chain Management, viết tắt SCM) cho phép quản lý tại các nhà máy và trong cả hệ thống các điểm cung của một công ty cho khách hàng.

## Ứng dụng của SCM
Quản lý chuỗi cung ứng được ứng dụng để theo dõi việc lưu hành của sản phẩm và dịch vụ từ nhà cung cấp tới khách hàng (nhà sản xuất, đại lý, hệ thống bán lẻ,...). SCM cũng được sử dụng để quản lý các yêu cầu, nhà kho, lưu vận, lưu hành, các yêu cầu liên quan khác và cả các cách sản phẩm đến được với khách hàng cuối cùng.
Các chức năng cơ bản của SCM bao gồm việc tối ưu hóa chuỗi cung cấp, quản lý các biến cố, quản lý tồn kho, quản lý RFID, quản lý lưu hành. Ngoài ra SCM có thể còn bao gồm việc quản lý thương mại quốc tế, mối quan hệ giữa các nhà cung cấp.

## Lợi ích khi sử dụng SCM
- Nâng cao hiệu suất của các dòng sản phẩm thông qua việc kết hợp giữa các nhà cung cấp với nhau.
- Nâng cao dịch vụ khách hàng và giảm tồn kho tối đa.
- Giảm chi phí lưu kho sản phẩm của doanh nghiệp.
- Giảm chi phí giá thành mỗi sản phẩm và nâng cao lợi nhuận đến mức tối ưu.
- Giảm chi phí không cần thiết cho doanh nghiệp.
- Nâng cao sức cạnh tranh cho các công ty.
- Thiết lập chuỗi cung ứng giữa các đối tác truyền thống với nhau.
- Đáp ứng nhanh chóng với sự thay đổi của thị trường và giảm các yếu tố các loại tác động đến khách hàng.

## Rủi ro khi sử dụng SCM
- Nếu lựa chọn một SCM sai có thể sẽ ảnh hưởng đến toàn bộ hoạt động kinh doanh của công ty, từ nguyên liệu sản xuất đến hệ thống phân phối.
- SCM không tương thích với các công cụ quản trị như hệ thống sổ sách, các phần mềm kinh doanh đang được sử dụng có thể dẫn đến việc phá hủy toàn bộ hoạt động kinh doanh.
- Các hình thức kinh doanh với đa chi nhánh, đối tác, văn phòng đại diện có thể dẫn tới sự xáo trộn không phân tích nổi.

## Ứng dụng của Dell về SCM
Hiện nay SCM được sử dụng tại tất cả các nhà máy của Dell trên khắp thế giới cho phép Dell có thể thích nghi với môi trường kinh doanh và công nghệ biến đổi nhanh đồng thời duy trì được hiệu quả hoạt động cao nhất.
Dell cũng đã tự động hóa việc lập kế hoạch sản xuất, dự đoán nhu cầu, quản trị kho qua sử dụng công nghệ thông tin và mô hình e-supply chain.